# 智利卡宾枪骑兵

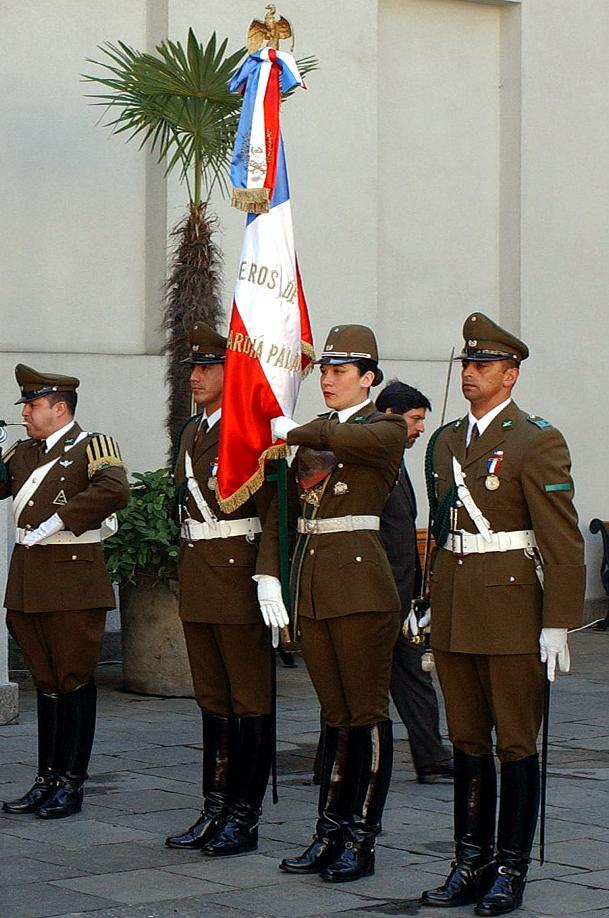
在总统宫外执勤的卡宾枪骑兵

智利卡宾枪骑兵（西班牙語：Carabineros de Chile）是智利的警察机构，创建于1927年。该机构的任务是维持社会治安及执行智利法律，下辖于智利内务与公共安全部。在2011年以前，智利国防部通过卡宾枪骑兵秘书处进行管理，虽然此机构不再隶属国防部，但在智利仍被视为武装部隊的一部分。
除卡宾枪骑兵外，智利另设有智利调查警察，隶属于内务与公共安全部，以及单独设立的海岸警备队等警察机构。